# 洛烏尼

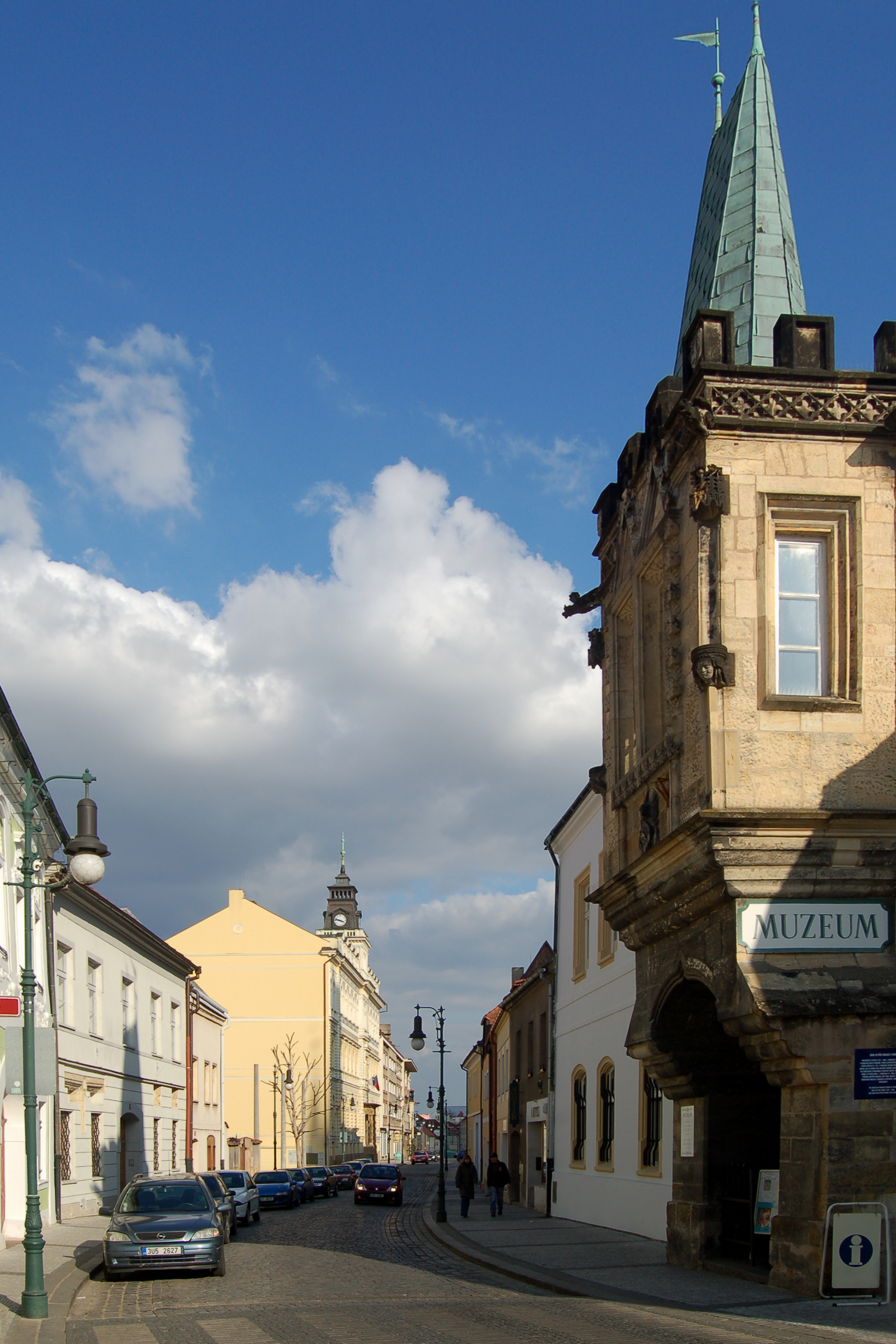

洛烏尼（捷克語：Louny，發音：[ˈlounɪ]）是捷克烏斯季州的城鎮，位於該國西北部奧赫熱河畔，始建於十二世紀，面積24.27平方公里，海拔高度185米，2006年人口1萬9157人。

## 友好城市
- 法國 莫雷-卢万和奥尔瓦讷

## 外部連結
- Official website （捷克文）
- Louny Information centre （英文）
- History of the Louny Parish （英文）